# Remixes 81-04
Remixes 81-04 è il primo album di remix del gruppo musicale britannico Depeche Mode, pubblicata il 25 ottobre 2004 dalla Mute Records.

## Descrizione
Comprende le più famose hit della band remixate negli anni dai svariati DJ e produttori, oltre a nuovi remix realizzati per l'occasione come quello di Enjoy the Silence di Mike Shinoda dei Linkin Park, estratto come unico singolo il 18 ottobre 2004.
Per la raccolta sono state commercializzate un'edizione standard doppio CD, una deluxe con un terzo disco e infine una versione disco singolo con una selezione dei principali remix della sopracitata edizione deluxe. Negli Stati Uniti d'America sono state distribuite in un primo momento le sole edizione singolo CD e triplo CD il 26 ottobre 2004, mentre quella doppio CD è uscita il 4 gennaio 2005.

## Tracce
Testi e musiche di Martin L. Gore, eccetto dove indicato.

### Single Disc Edition
1. Never Let Me Down Again (Split Mix by DM + Dave Bascombe) – 9:32
2. Personal Jesus (Pump Mix by François Kevorkian) – 7:48
3. Barrel of a Gun (Underworld Hard Mix by Underworld) – 9:36
4. Route 66 (Beatmasters Mix by The Beatmasters) – 6:18 (Robert William Troup Jnr.)
5. Useless (The Kruder + Dorfmeister Session) – 9:07
6. In Your Room (The Jeep Rock Mix by Johnny Dollar with Portishead) – 6:21
7. Home (Air 'Around the Golf' Remix) – 3:55
8. Strangelove (Blind Mix by Daniel Miller + Rico Conning) – 6:32
9. I Feel You (Renegade Soundwave Afghan Surgery Mix by Renegade Soundwave) – 4:57
10. Just Can't Get Enough (Schizo Mix by DM + Daniel Miller) – 6:46 (Vince Clarke)
11. Halo (Goldfrapp Remix) – 4:23
12. Enjoy the Silence (Reinterpreted by Mike Shinoda) – 3:34

### Double Disc Edition
CD 1
1. Never Let Me Down Again (Split Mix by DM + Dave Bascombe) – 9:31
2. Policy of Truth (Capitol Mix by François Kevorkian) – 8:00
3. Shout (Rio Remix by DM + Daniel Miller) – 7:31 (Vince Clarke)
4. Home (Air 'Around the Golf' Remix) – 3:55
5. Strangelove (Blind Mix by Daniel Miller + Rico Conning) – 6:33
6. Rush (Spiritual Guidance Mix by Jack Dangers) – 5:26
7. I Feel You (Renegade Soundwave Afghan Surgery Mix by Renegade Soundwave) – 4:57
8. Barrel of a Gun (Underworld Hard Mix by Underworld) – 9:36
9. Route 66 (Beatmasters Mix by The Beatmasters) – 6:18 (Robert William Troup Jnr.)
10. Freelove (DJ Muggs Remix) – 4:23
11. I Feel Loved (Chamber's Remix) – 6:16
12. Just Can't Get Enough (Schizo Mix by DM + Daniel Miller) – 6:46 (Vince Clarke)

CD 2
1. Personal Jesus (Pump Mix by François Kevorkian) – 7:47
2. World in My Eyes (Mode to Joy by Jon Marsh) – 6:28
3. Get the Balance Right! (Combination Mix by DM) – 7:55
4. Everything Counts (Absolut Mix by Alan Moulder) – 6:02
5. Breathing in Fumes (DM + Daniel Miller + Gareth Jones) – 6:06
6. Pain Killer (Kill the Pain DJ Shadow vs. Depeche Mode) – 6:29
7. Useless (The Kruder + Dorfmeister Session) – 9:06
8. In Your Room (The Jeep Rock Mix by Johnny Dollar with Portishead) – 6:19
9. Dream On (Dave Clarke Acoustic Version) – 4:24
10. It's No Good (Speedy J Mix) – 5:01
11. Master and Servant (An ON-USound Science Fiction Dance Hall Classic by Adrian Sherwood) – 4:35
12. Enjoy the Silence (Timo Maas Extended Mix) – 8:43

CD bonus nell'edizione deluxe
1. A Question of Lust (Remix by Flood) – 5:09
2. Walking in My Shoes (Random Carpet Mix (Full Length) by William Orbit) – 8:36
3. Are People People? (Adrian Sherwood) – 4:28
4. World in My Eyes (Daniel Miller Mix) – 4:37
5. I Feel Love (Danny Tenaglia's Labor of Love Dub (Edit)) – 11:22
6. It's No Good (Club 69 Future Mix) – 8:50
7. Photographic (Rex the Dog Dubb Mix) – 6:20 (Vince Clarke)
8. Little 15 (Ulrich Schnauss Remix) – 4:51
9. Nothing (Headcleanr Rock Mix) – 3:30
10. Lie to Me ('The Pleasure of Her Private Shame' Remix by LFO) – 6:35
11. Clean (Colder Version) – 7:11
12. Halo (Goldfrapp Remix) – 4:23
13. Enjoy the Silence (Reinterpreted by Mike Shinoda) – 3:33

## Classifiche
| Classifica (2004)              | Posizione massima |
| ------------------------------ | ----------------- |
| Austria                        | 38                |
| Belgio (Fiandre)               | 22                |
| Belgio (Vallonia)              | 9                 |
| Danimarca                      | 10                |
| Europa                         | 3                 |
| Francia                        | 4                 |
| Germania                       | 2                 |
| Italia                         | 6                 |
| Norvegia                       | 18                |
| Paesi Bassi                    | 68                |
| Polonia                        | 11                |
| Portogallo                     | 28                |
| Regno Unito                    | 24                |
| Spagna                         | 9                 |
| Stati Uniti (dance/electronic) | 1                 |
| Svezia                         | 16                |
| Svizzera                       | 7                 |